# سمعتها من الشائعات (أغنية)

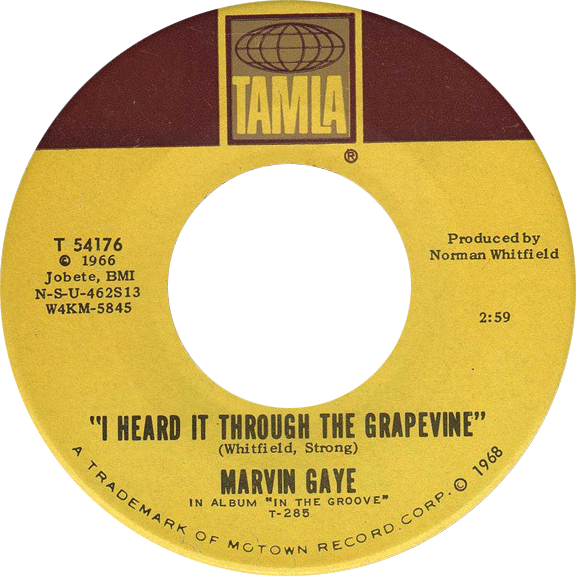

سمعتها من الشائعات (بالإنجليزية: I Heard It Through the Grapevine) أغنية كتبها نورمان ويتفيلد وباريت سترونج لصالح شركة موتاون للتسجيلات في عام 1966. أول تسجيل للأغنية كان لفريق غلاديس نايت آند ذا بيبس، وتم إصداره كأغنية فردية في سبتمبر 1967، لقد احتلت المرتبة الثانية على قائمة البيلبورد  وأصبحت أكثر أغاني شركة موتاون مبيعًا حتى الآن. سجل فريق ميراكلز The Miracles الأغنية لأول مرة في 16 أغسطس 1966، وظهرت الأغنية في ألبوم الفريق الصادر عام 1968، تحت عنوان «مناسبة خاصة Special Occasion». صدرت نسخة مارفن غاي Marvin Gaye من أغنية «سمعتها من الشائعات» عام 1968 ضمن ألبوم «ان ذا جرووف In the Groove»، وجذبت انتباه محطات الإذاعة مما اضطر شركة موتاون أخيرًا لإصدارها كأغنية فردية في أكتوبر 1968، وصعدت إلى قمة قائمة البيلبورد للأغاني الفردية، لمدة سبعة أسابيع من ديسمبر 1968 إلى يناير 1969  وأصبحت لفترة من الوقت أكبر أغنية فردية على علامة شركة موتاون (تاملا). أصبحت نسخة جاي منذ ذلك الحين أحد أشهر موسيقى السول الكلاسيكية soul classic، وفي عام 2004، تم وضعه في المرتبة 81 في قائمة رولينج ستون لأعظم 500 أغنية في كل العصور. في الذكرى الأربعين لإصدار بيلبورد هوت 100 من مجلة بيلبورد في يونيو 2008، احتلت نسخة مارفن جاي المرتبة الخامسة والستين. كما دخلت في قاعة مشاهير جرامي لقيمتها «التاريخية والفنية والهامة»، وفي عام 2018، دخلت أيضًا نسخة فريق غلاديس نايت آند ذا بيبس إلى قاعة مشاهير جرامي. بالإضافة إلى إصدارها عدة مرات من فنانين شركة موتاون، سجل الأغنية أيضًا مجموعة من الموسيقيين بما في ذلك فريق كريدنس كلير واتر Creedence Clearwater Revival في نسخة مدتها 11 دقيقة في عام 1970 ضمن البوم «كوزموس فاكتوري».

## خلفية الأغنية
تحكي كلمات الأغنية عن شاب يسمع عن خيانة صديقته بشكل غير مباشر، من خلال الكلمات والهمهمات التي تمر عبر الأشجار (الكرمة). بحلول عام 1966، كان المغني باريت سترونج حقق نجاحًا كبيرًا في شركة تسجيلات موتاون من أغنيته «المال هو كل ما أريده» Money That's What I Want. خطرت له الفكرة أثناء سيره في ميتشجن، وفي هذه المنطقة تعارف الناس على استخدام تعبيرًا دارجًا يقول«سمعتها من خلال الكرمة»، وهذه العبارة ارتبطت بالعبيد السود أثناء الحرب الأهلية. عمل المنتج نورمان ويتفيلد مع سترونج على الأغنية، مضيفًا كلمات إلى أغنية سترونج.

## التسجيل
سجل المنتج نورمان ويتفيلد الأغنية مع العديد من فناني موتاون، وكان أول تسجيل معروف مع فريق الميريكالز في 6 أغسطس 1966، على الرغم من أنه قد يكون هناك أيضًا تسجيل مع فريق الأيزلي بروذرز، أو على الأقل كان ويتفيلد ينوي تسجيله معهم، ومع ذلك، لم يتم إصدار هذا التسجيل. يعتقد بعض مؤرخي موتاون أنه ربما تم تحديد موعد لجلسة ما ولكن تم إلغاؤها.
تم تسجيل نسخة مارفن جاي في ربيع عام 1967، وهو ثاني تسجيل معروف للأغنية، على الرغم من رفض شركة جوردي للتسجيلات إصدار الأغنية منفردة على اسطواناتها. كان التسجيل الثالث في عام 1967 مع فريق غلاديس نايت آند ذا بيبس كأغنية منفردة في سبتمبر 1967، وصعدت إلى المرتبة الثانية على قوائم أفضل الأغاني. عندما صدر ألبوم جاي متضمنًا نسخته من «سمعتها من الشائعات» في أغسطس 1968، وأهتم باذاعتها كل محطات الإذاعة، لذلك أصدرتها شركة جوردي على اسطوانة منفردة في أكتوبر، وصعدت إلى المرتبة الأولى في ديسمبر.

## طاقم العزف والتسجيل (نسخة مارفن جاي)
- مارفن غاي: غناء رئيسي
- فريق الأندانتيز (فريق غناء خلفية يظهر في تسجيلات الاستديو): جاكي هيكس ومارلين بارو ولوفان ديمبس
- إيرل فان دايك: أورغن هاموند[19]
- جوني جريفيث: بيانو ورليتسر الكهربائي
- ريتشارد «بيستول» ألين  وأورييل جونز: طبول[25]
- جيمس جامرسون: جيتار باس
- جاك أشفورد: ايقاع
- جو ميسينا: جيتار
- بمصاحبة أوركسترا ديترويت السيمفوني وفريق فونك بروذرز
- بول رايزر: توزيع وتريات[19]

## التراث (نسخة مارفن جاي)
أصبحت نسخة مارفن جاي من كلاسيكيات موسيقى السول. في عام 2004، احتلت المرتبة 80 على قائمة رولينج ستون لأعظم 500 أغنية في كل العصور، مع التعليق على أن ويتفيلد أنتج الأغنية مع عدد من الفنانين باستخدام توزيعات مختلفة، ولكن في تسجيل مارفن جاي كانت لديه «فكرة ذهبية» عندما وضع الأغنية «بوتيرة أبطأ وأكثر غموضًا». في قائمة رولينج ستون الجديدة المنشورة في عام 2011، تم وضع الأغنية في مرتبة أدنى قليلاً (المرتبة 81). في الذكرى الخمسين لإصدار بيلبورد هوت 100 من مجلة بيلبورد في يونيو 2008، تم تصنيف نسخة مارفن جاي في المركز 65 على قائمة البيلبورد. كما تم إدخالها إلى قاعة مشاهير جرامي لقيمتها «التاريخية والفنية والهامة».

## كلمات الأغنية
أراهن أنك تتساءل كيف عرفت I bet you're wonderin' how I knew
عن خططك لتحزنني 'Bout your plans to make me blue
مع شخص آخر كنت تعرفيه من قبل With some other guy you knew before
بيننا نحن الاثنين... تعلمين أنني أحبك أكثر Between the two of us guys you know I love you more
لقد فاجأني ذلك، يجب أن أقول It took me by surprise I must say
عندما اكتشفت بالأمس When I found out yesterday
ألا تعلم أنني Don'tcha know that I
سمعت ذلك من الشائعات Heard it through the grapevine
لن تكون لي طويلًا Not much longer would you be mine
سمعتها ذلك من الشائعات Oh I heard it through the grapevine
أنا على وشك أن أفقد عقلي I'm just about to lose my mind
نعم..يا عسل يا عسل Honey honey yeah
سمعتها ذلك من الشائعات heard it through the grapevine
لن تكون لي طويلًا Not much longer would you be mine
أعرف أن الرجل لا يفترض أن يبكي I know a man ain't supposed to cry
لكن هذه الدموع لا أستطيع تحملها بداخلي But these tears, I can't hold inside
خسارتك ستنهي حياتي كما ترى Losin' you would end my life you see
لأنك تعني الكثير بالنسبة لي 'Cause you mean that much to me
هل يمكن أن تخبرني بنفسك You could have told me yourself
هل يمكن أن تخبرني بنفسك You could have told me yourself
أنك تحب شخصًا آخر That you love someone else
بدلا من ذلك أنا Instead I
سمعتها من الشائعات Heard it through the grapevine
لن تكون لي طويلًا Not much longer would you be mine
سمعتها ذلك من الشائعات Oh I heard it through the grapevine
وأنا على وشك أن أفقد عقلي And I'm just about to lose my mind
نعم  يا عسل يا عسل Honey honey yeah
يقول الناس صدق نصف ما تراه People say believe half of what you see
يا بني ولا شيء مما تسمعه Son and none of what you hear
لكن لا يسعني إلا أن أكون مرتبكًا But I can't help bein' confused
إذا كان هذا صحيحًا، من فضلك قل لي عزيزتي If it's true please tell me dear
هل تخططين لتركي أرحل Do you plan to let me go
للرجل الآخر الذي أحببته من قبل For the other guy you loved before
لا أعرف أنا Don'tcha know I

## وصلات خارجية
https://www.onestopenglish.com/your-english/phrase-of-the-week-i-heard-it-through-the-grapevine/145660.article سمعتها من الشائعات (أغنية)
https://www.ft.com/content/9609a636-7743-11e5-933d-efcdc3c11c89 سمعتها من الشائعات (أغنية)
https://www.songfacts.com/facts/marvin-gaye/i-heard-it-through-the-grapevine سمعتها من الشائعات (أغنية)